# 5702 (année hébraïque)
5702 (hébreu : ה'תש"ב , abbr. : תש"ב) est une année hébraïque qui a commencé à la veille au soir du 22 septembre 1941 et s'est finie le 11 septembre 1942. Cette année a compté 355 jours. Ce fut une année simple dans le cycle métonique, avec un seul mois de Adar. Ce fut la quatrième année depuis la dernière année de chemitta.

## Calendrier
Ce calendrier hébraïque de l'année 5702 donne les correspondances avec les dates du calendrier grégorien.
Le premier nombre dans chaque case correspond au jour du mois hébraïque. Les jours en couleurs sont des jours remarquables juifs .
| ◄◄ | 5702 | ►► |

## Événements
- Bataille de Moscou
- Conférence de Wannsee

## Naissances
- Mohamed Ali (boxe)
- Ehud Barak
- Joseph Lieberman
- Dorit Beinisch

## Décès
- Menahem Ussishkin
- Avraham Stern

5697 - 5698 - 5699 - 5700 - 5701 - 5702 - 5703 - 5704 - 5705 - 5706 - 5707